# Thomas Schippers
Thomas Schippers (ur. 9 marca 1930 w Kalamazoo w stanie Michigan, zm. 16 grudnia 1977 w Nowym Jorku) – amerykański dyrygent.

## Życiorys
W wieku 6 lat po raz pierwszy wystąpił publicznie, grając na fortepianie. Studiował w Curtis Institute of Music w Filadelfii (1944–1945) oraz w Nowym Jorku w Olgi Samaroff (1946–1947). Pobierał też lekcje kompozycji u Paula Hindemitha na Yale University. Debiutował jako dyrygent w 1948 roku w Nowym Jorku wraz z Lemonade Opera Company. W tym samym roku zdobył drugą nagrodę w konkursie dla młodych dyrygentów organizowanym przez Philadelphia Orchestra i objął posadę organisty w nowojorskim Greenwich Village Presbyterian Church. Od 1950 roku współpracował z Gian Carlo Menottim, poprowadził nowojorską premierę jego opery The Consul (1950) oraz telewizyjną premierę opery Amahl and the Night Visitors (1951). Od 1951 do 1954 roku współpracował z New York City Opera, od 1955 roku był natomiast gościnnym dyrygentem New York Philharmonic. Współpracował przez wiele lat z nowojorską Metropolitan Opera. W latach 1958–1970 był kierownikiem muzycznym Festival dei Due Mondi w Spoleto. W 1962 roku w mediolańskiej La Scali dyrygował premierowym wykonananiem kantaty Manuela de Falli Atlantida, a w 1963 roku na festiwalu w Bayreuth poprowadził Śpiewaków norymberskich Richarda Wagnera. W 1966 roku na otwarcie nowej siedziby Metropolitan Opera w Lincoln Center w Nowym Jorku poprowadził prapremierowe wykonanie opery Samuela Barbera Anthony and Cleopatra. Od 1970 roku dyrygował Cincinnati Symphony Orchestra, od 1972 roku wykładał również w College-Conservatory of Music na University of Cincinnati. Zmarł na raka płuc.
Zdobył sławę jako dyrygent operowy, wykonywał dzieła m.in. Giuseppe Verdiego, Giacomo Pucciniego i Gian Carlo Menottiego. Dokonał nagrań płytowych dla wytwórni RCA Records, Decca Records i EMI.